# Die taschenphilharmonie

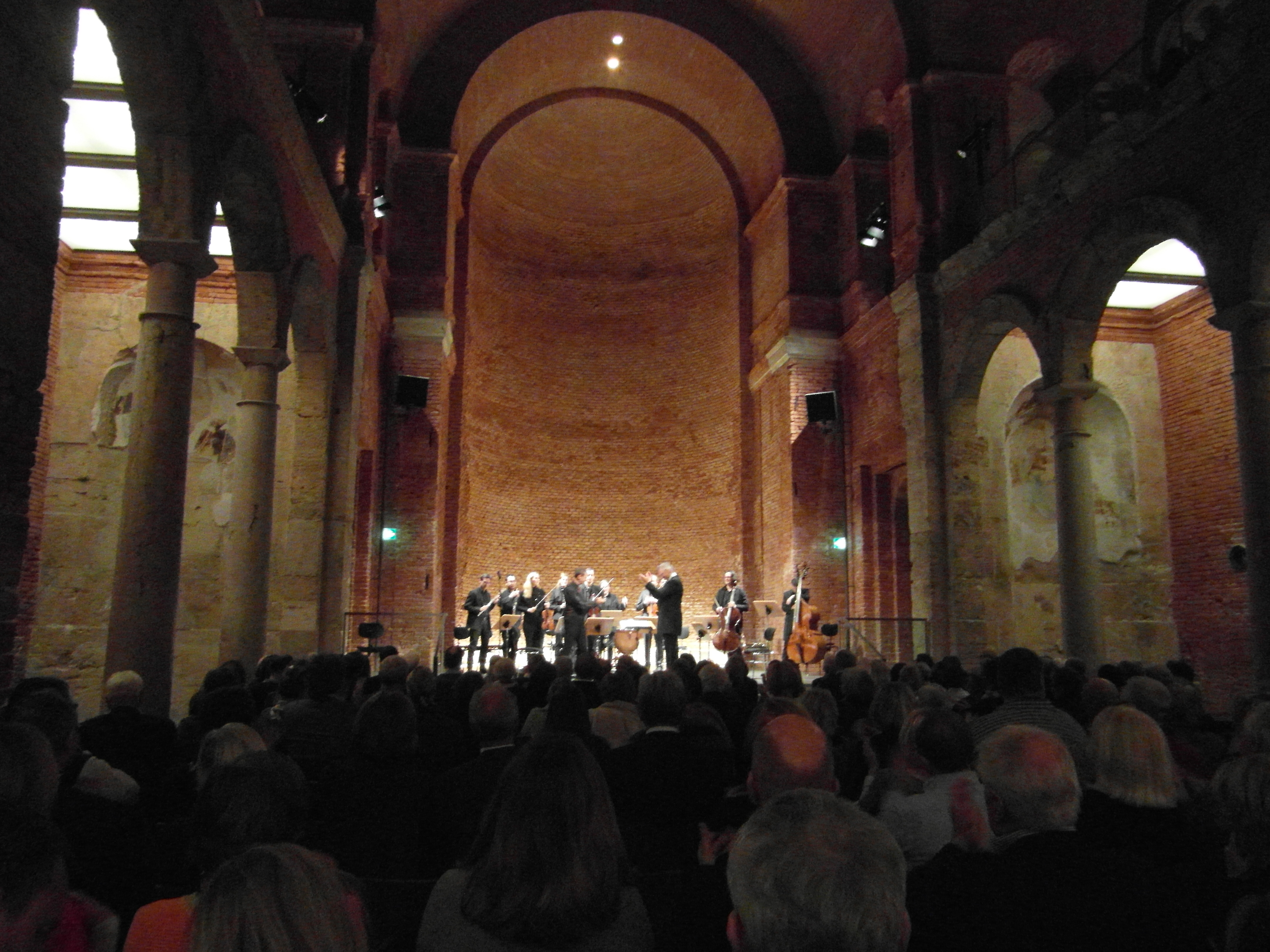
die taschenphilharmonie in der Münchner Allerheiligen-Hofkirche

die taschenphilharmonie ist ein im Jahre 2005 von Peter Stangel gegründetes Orchester, das sich selbst als „das kleinste Sinfonieorchester der Welt“ bezeichnet und bisher v. a. im Raum München große sinfonische Werke in minimaler Besetzung spielt. Die Konzerte finden meist in der Allerheiligen-Hofkirche der Münchner Residenz statt.

## Konzept
Als kleinstes Sinfonieorchester steht die taschenphilharmonie in der Tradition des „Vereins für musikalische Privataufführungen“, den Arnold Schönberg 1920 in Wien gründete. In dessen Rahmen wurden groß besetzte Orchesterwerke mit einem kleinen (Kammer-)Ensemble aufgeführt. Dieses Prinzip der kammermusikalischen Sinfonik entwickelt die taschenphilharmonie konsequent weiter.
Die Stimmsetzung bzw. (Neu-)Orchestrierung übernimmt der Dirigent und Komponist Peter Stangel selbst. Diese Bearbeitung macht Dinge hörbar, die in einem groß besetzten Orchester untergehen, erlaubt die Konzentration auf das Wesentliche und schafft eine bemerkenswerte Transparenz.
Vice versa gibt es auch Neuinstrumentierungen von Solostücken für Klavier für das Orchester, z. B. die „Kinderszenen“ von Robert Schumann oder „Children’s Corner“ von Claude Debussy.

## Besetzung
Die taschenphilharmonie setzt sich, je nach aufzuführendem Werk, aus zehn bis 18 Musikern zusammen. In der Regel spielen fünf bis sieben Bläser (Flöte, Oboe, Klarinette, Fagott, Horn) und fünf bis sechs Streicher (Violine 1&2, Viola, Violoncello, Kontrabass), nach Bedarf kommen Harfe, Harmonium, Klavier oder eine Trompete oder Posaune dazu. Um den Feinheiten der jeweiligen Komposition gerecht zu werden, variiert die genaue Besetzung von Stück zu Stück.

## Programme, Konzertreihen
Die taschenphilharmonie versteht sich als Ergänzung zu den großen Orchestern einerseits, als Erweiterung eines kammermusikalischen Zugangs zu Musik andererseits. Mit dem freien Orchester hat sein Gründer neue Konzertformate entwickelt:

### Abenteuer für die Ohren
In dieser Reihe werden jeweils Werke mehrerer Komponisten einander gegenübergestellt, meist die eines bekannten „Klassikers“ und die eines zeitgenössischen Komponisten. Die Werkauswahl folgt dabei den Prinzipien sinnvoller Ergänzung, Kontrastierung, Kommentierung oder Erweiterung. So schafft das Orchester auch Raum für Uraufführungen.

### Hörakademie
Bedeutende Werke der klassischen Musik werden hier werkgeschichtlich, musikgeschichtlich und musiktheoretisch analysiert und sofort klingend-musikalisch mit dem ganzen Orchester demonstriert. Die verschiedenen Schichten des musikalischen Gesamt-Gewebes einer Sinfonie werden herauspräpariert und einzeln hörbar gemacht, ihre Bedeutung und Funktion für das Gesamtwerk erklärt. Anhand des Vortrags von Peter Stangel bekommt das Publikum Antworten auf Fragen wie: Wie wirkt dieselbe Musik in einem anderen Tempo? Warum ist eine bestimmte Art zu spielen bei einem Komponisten richtig und beim anderen nicht? Worum geht es in den Stücken "jenseits der Noten"? Eine ununterbrochene konzertante Aufführung rundet die Abende jeweils ab. Diese Reihe wird zusammen mit der Münchner Volkshochschule und der  Musikhochschule veranstaltet.

### Große Musik für kleine Hörer
Eingebettet in eine Geschichte, die der Dirigent um die Musik herum verfasst hat und die er selbst vorliest, können Kinder mit anspruchsvoller klassischer Musik in Berührung kommen. Das Motto ist hierbei: »Nicht jeder muss klassische Musik mögen, aber jeder sollte die Chance dazu bekommen«. Der Erkenntnis des Kinderpsychologen Bruno Bettelheim folgend, dass Kinder Märchen brauchen, verknüpft das Konzept der taschenphilharmonie Erzählungen mit Musik: Eine Geschichte schafft den Rahmen und bietet Situationen, die von der folgenden Originalmusik „ausgemalt“ werden. Ohne sonstige (Bild-)Eindrücke sind die Kinder gefordert, zuzuhören. Die gedanklichen Abschnitte der Erzählung und die Musikstücke wechseln einander ab und sind stets so gewählt, dass sie eine Dauer von etwa 3–4 Minuten nicht überschreiten. Auch die gesamte Aufführungsdauer ist der Aufmerksamkeitsspanne von Kindern im Alter von 4 bis 9 Jahren angepasst. Pro Konzert wird lediglich die Musik eines Komponisten aufgeführt, „so dass jedes Programm für sich eine eigene Welt bildet in Musik und Sprache, die immer auch zusätzliche Informationen über bestimmte Zeiten oder Lebenswelten bietet und so Ansatzpunkt für vielfältige weiterführende Arbeiten und Spiele ist“.

## Organisation
Der gemeinnützig anerkannte und eingetragene Verein "Freunde der taschenphilharmonie e.V." ist rechtlicher Träger der Auftritte und Projekte der taschenphilharmonie und ermöglicht als solcher viele ihrer Projekte.

## Veröffentlichungen
"Große Musik für kleine Hörer"
- Edition einer Sammlung von 13 CDs in Zusammenarbeit mit der ZEIT und SONY classical, Musik von Beethoven, Bizet, Ravel, Schumann, Debussy, Mussorgksy u. a.

Die Fortsetzung der Reihe im  Hörverlag:
- Ein Sommernachtstraum, Lesung mit Musik. Musik von Felix Mendelssohn Bartholdy und Peter Stangel ISBN 978-3-8445-1002-7.
- Die vier Jahreszeiten, Lesung mit Musik. Musik von Antonio Vivaldi und Peter Stangel ISBN 978-3-8445-1001-0.
- Peer Gynt, Lesung mit Musik. Musik von Peter Stangel und Edvard Grieg ISBN 978-3-8445-1135-2.
- Hänsel und Gretel, Lesung mit Musik. Musik von Engelbert Humperdinck und Peter Stangel ISBN 978-3-8445-1134-5.
- Eine musikalische Schlittenfahrt. Vom Englein, das nicht singen konnte; Lesung mit Musik. Musik von Peter Stangel, Georg Simm und Leopold Mozart ISBN 978-3-86717-987-4.

- Die Moldau – Große Musik für kleine Hörer (ETP007)
- Eine kleine Nachtmusik – Große Musik für kleine Hörer (ETP002)

Audio-Aufzeichnungen für Erwachsene
- Gustav Mahler: "Lieder eines fahrenden Gesellen" (Susan Maclean, Mezzosopran) und Sinfonie Nr. 4 (Hélène Lindqvist, Sopran)
- Gustav Mahler:  Sinfonie Nr. 7 e-moll, Version for Chamber Ensemble. World Premiere Recording (ETP004)
- Ludwig van Beethoven: 7. Sinfonie (Beethoven), Version for Chamber Ensemble (ETP003)
- Wolfgang Amadeus Mozart: 41. Sinfonie (Mozart) und 41. Sinfonie (Mozart), Version for Chamber Ensemble (ETP005)
- Peter Stangel: Kompositionen 2006 – 2015 (ETP001)

Buch
- Peter Stangel: Oboe und Co oder Was macht das Horn im Wald: Die Instrumente stellen sich vor ISBN 978-3938822326.

## Auszeichnungen
- 2011 wurde die Edition "Große Musik für kleine Hörer" für den  Echo-Klassik-Preis nominiert
- 2011  Leopold-Medien-Preis für die CD-Sammlung "Große Musik für kleine Hörer"
- 2013 Preis der deutschen Schallplattenkritik für die Fortsetzungs-CD mit Mendelssohns "Sommernachtstraum"